# スチームタウン国定史跡
スチームタウン国定史跡（英語: Steamtown National Historic Site）とはペンシルベニア州スクラントンにある鉄道博物館及び保存鉄道の施設である。かつてのデラウェア・ラッカワナ・アンド・ウェスタン鉄道(DL&W)のスクラントン操車場の跡地を再利用したもので、当時の転車台と扇形庫を模した建物を中心に作られている。また、外郭の建物はDL&Wの現役当時のものをそのまま使用している。 当施設はデラウェア・ラッカワナ・アンド・ウェスタン鉄道-ディックソン・マニュファクチュアリング史跡の一部としてアメリカ合衆国国家歴史登録財に指定されている。
スチームタウンで展示されている鉄道車両や部品の多くはニューイングランドの実業家であるフランシス・ブラウント氏により蒐集されたもので、彼は1964年にバーモント州のベロウズフォールズにスチームタウンUSAという私設鉄道博物館を設立し、博物館を運営していた財団は1984年にスクラントン中心部の再開発事業の一環としてスクラントンに移転してきたが目標としていた2～40万人の年間来場者数に達する事が出来ず、2年足らずで倒産の危機に陥った。
1986年には地元選出のジョセフ・マクデイド議員の陳情により連邦下院議会がこの博物館を国立史跡に徐々に転換させる為の予算800万ドルを認可した。この構想は展示車両を二流と考えたり歴史的価値に疑問を持つ人らから利益誘導だなどといった否定的な意見が出たものの、アメリカの産業史を体現する理想的なコレクションだという反論も出た。国立公園局は1995年にはスチームタウンの買収を完了させ、6600万ドルをかけ施設を改良した。
1995年以降スチームタウンはブラウント氏の収集品の一部を転売し、逆に地域にとってより資料的価値のあるものを収集している。
2008年には来場者数の低迷と高額なアスベスト除去をきっかけとして民営化するかどうか議論が出た。

## 博物館と展示品
スチームタウン国定史跡は現存するDL&Wの操車場と車庫を再利用したものであり、取り壊された部分を補う形でビジターセンター、ミニシアター、及び博物館が建てられている。主にペンシルベニア州のDL&Wの鉄道車両やDL&W周りの歴史を中心に収蔵展示している他、ミニシアターでは営業時間中に様々な鉄道にまつわるショートフィルムを上映している。博物館では様々な機関車と客車が展示されていて、一部の車両は車内に入る事が出来る他、操車場内では1865年の転車台建設時の検査スペースが保存されている。

## 展示車両の運行

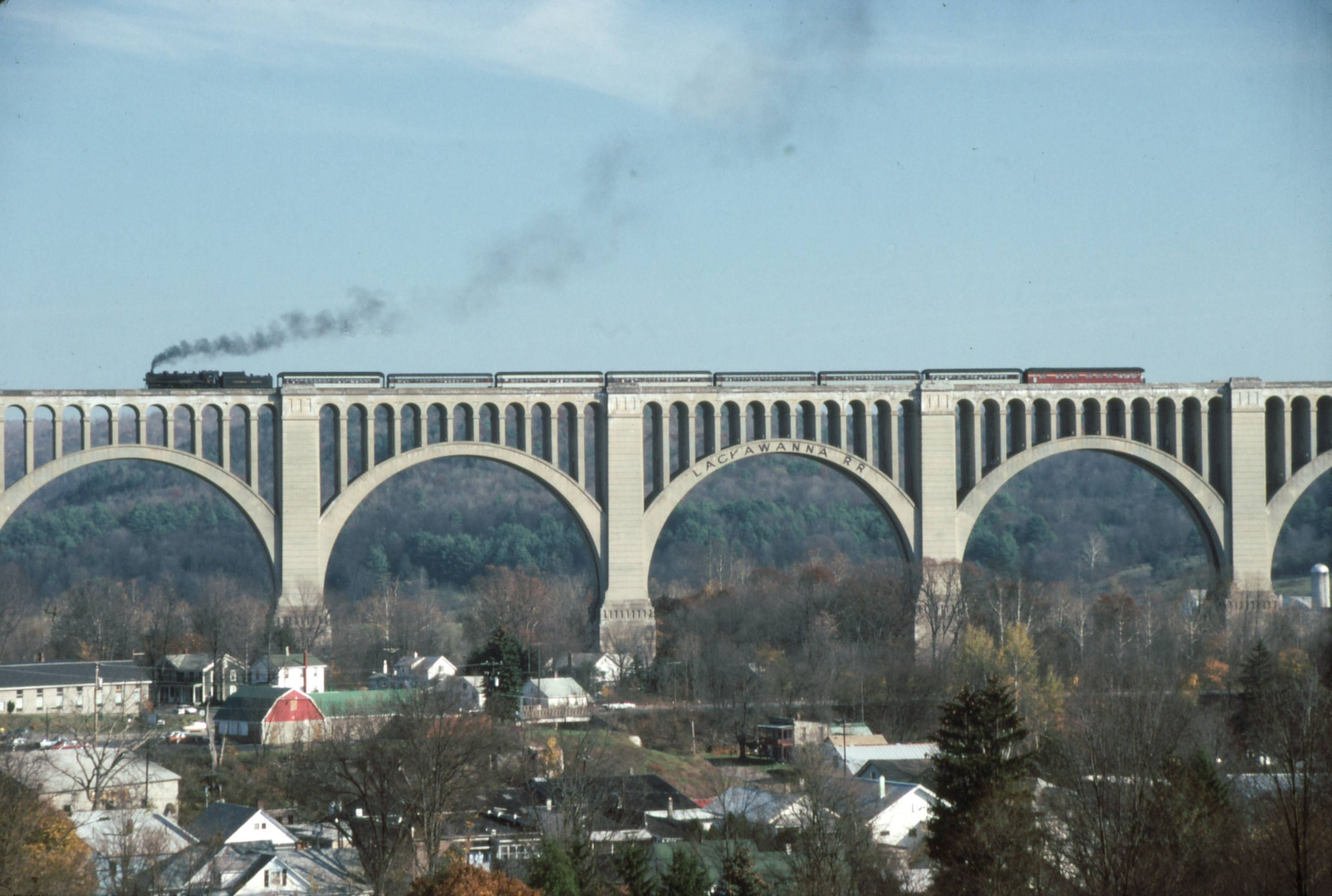
動態保存されている機関車は観光列車としても運行されている

スチームタウンは複数の動態保存車両を春から秋の間に営業運転していて、一般の乗客も乗車する事が出来る。運賃は入場料に基本含まれているが予約を要する場合がある他、営業区間が長い場合は別料金を取られる場合がある。運行区間はスティームタウンからラッカワナ川流域周辺の町が多いが、モンロー郡の町まで運行される事もある。

## 収蔵車両

### 蒸気機関車
| 車両番号 | 画像 | 運用会社                                                       | 形式                      | 製造会社                               | 製造年 | 現況       | 備考                                                                                          |
| -------- | ---- | -------------------------------------------------------------- | ------------------------- | -------------------------------------- | ------ | ---------- | --------------------------------------------------------------------------------------------- |
| 1        |      | ブルックス・スキャンロン・コーポレーション                     | 2-6-2                     | ボールドウィン・ロコモティブ・ワークス | 1914   | 静態保存   |                                                                                               |
| 1        |      | メドー・リバー・ランバー・カンパニー                           | シェイ式蒸気機関車クラスB | ライマ・ロコモティブ・ワークス         | 1910   | 静態保存   | 1983年に展示していた建物の倒壊により損壊                                                      |
| 2        |      | ブラード・カンパニー                                           | 0-4-0T                    | ポーター                               | 1937   | レストア中 | 収蔵品内で最小の車両                                                                          |
| 3        |      | E.J.・ラヴィノ・アンド・カンパニー                             | 0-6-0T                    | アメリカン・ロコモティブ               | 1927   | 静態保存   | [ 9 ]                                                                                         |
| 7        |      | ベルリン・ミルズ鉄道                                           | 2-4-2T                    | バルカン・アイアン・ワークス           | 1911   | 静態保存   | [ 10 ]                                                                                        |
| 8        |      | スパング・チャルファント                                       | 0-6-0                     | ボールドウィン・ロコモティブ・ワークス | 1923   | カット展示 | 1964年から1966年の間はペン・ビュー・マウンテン観光鉄道で運用                                  |
| 15       |      | ローウェイ・バレー鉄道                                         | 2-8-0                     | ボールドウィン・ロコモティブ・ワークス | 1916   | 静態保存   | 当初はバーモント州にあるオネイダ・アンド・ウェスタン鉄道の20号車として運用されていた          |
| 26       |      | ボールドウィン・ロコモティブ・ワークス                         | 0-6-0                     | ボールドウィン・ロコモティブ・ワークス | 1929   | 動態保存   | 1990年代及び2015年以降営業運行                                                                |
| 43       |      | ニューヘイブン・トラップ・ロック・カンパニー                   | 0-4-0T                    | バルカン・アイアン・ワークス           | 1919   | 静態保存   |                                                                                               |
| 44       |      | ニッケル・プレート鉄道                                         | 4-6-0                     | ブルックス・ロコモティブ・ワークス     | 1905   | 静態保存   | ニッケルプレート鉄道の蒸気機関車で現存しているものの中では最古                                |
| 47       |      | カナディアン・ナショナル鉄道                                   | 4-6-4T                    | モントリオール・ロコモティブ・ワークス | 1914   | 静態保存   | バーモント時代に営業運転を行っていた                                                          |
| 132      |      | ウォーバッシュ鉄道                                             | SW-8                      | エレクトロ・モーティブ・ディーゼル     | 1953   | 静態保存   | DL&Wの500号車仕様に塗装されている                                                             |
| 210      |      | ノーウッド・アンド・セントローレンス鉄道                       | 2-6-0                     | アメリカン・ロコモティブ               | 1923   | 静態保存   |                                                                                               |
| 504/506  |      | バンゴー・アンド・アルーストック鉄道                           | EMD F3                    | エレクトロ・モーティブ・ディーゼル     | 1948   | 動態保存   | DL&Wの663及び664号車仕様に塗装されている。スクラントン駅より営業運行を行っている              |
| 514      |      | ニッケル・プレート鉄道                                         | GP-9                      | エレクトロ・モーティブ・ディーゼル     | 1958   | 動態保存   | クラントン駅より営業運行を行っている                                                          |
| 519      |      | メイン中央鉄道                                                 | 2-8-0                     | アメリカン・ロコモティブ               | 1913   | 静態保存   |                                                                                               |
| 565      |      | デラウェア・ラッカワナ・アンド・ウェスタン鉄道                 | 2-6-0                     | アメリカン・ロコモティブ               | 1908   | 静態保存   | 唯一の元DL&W蒸気機関車                                                                        |
| 759      |      | ニッケル・プレート鉄道                                         | 2-8-4                     | ライマ・ロコモティブ・ワークス         | 1944   | 静態保存   | 観光列車として1968年から1973年の間運行                                                        |
| 790      |      | イリノイ・セントラル鉄道                                       | 2-8-0                     | アメリカン・ロコモティブ               | 1903   | 静態保存   | 収蔵車両の中で最古                                                                            |
| 1901     |      | アトランティック・コースト・ライン鉄道                         | SW-1                      | エレクトロ・モーティブ・ディーゼル     | 1939   | レストア中 |                                                                                               |
| 1923     |      | ロービル・アンド・ビーバーリバー鉄道                           | 2-8-0                     | アメリカン・ロコモティブ               | 1920   | 静態保存   | キューバ向けに製造されたが輸出されること無く米国内で運用された                                |
| 2124     |      | レディング鉄道                                                 | 4-8-4                     | レディング工場                         | 1947   | 静態保存   | レディング I-10sa系2-8-0の2044号車を改造                                                      |
| 2317     |      | カナダ太平洋鉄道                                               | 4-6-2                     | モントリオール・ロコモティブ・ワークス | 1923   | 静態保存   | ネルソン・ブラウント氏に1965年11月売却。1978年から2010年の間営業運行 の後現在は屋内で静態保存 |
| 2505     |      | デラウェア・ラッカワナ・アンド・ウェスタン鉄道                 | エリー・ラッカワナ鉄道EMU | プルマン                               | 1930   | 静態保存   | 収蔵車両唯一の電気機関車                                                                      |
| 2929     |      | カナダ太平洋鉄道                                               | 4-4-4                     | カナディアン・ロコモティブ・カンパニー | 1936   | 静態保存   | 収蔵車両唯一の流線形車両                                                                      |
| 3254     |      | カナディアン・ナショナル鉄道                                   | 2-8-2                     | カナディアン・ロコモティブ・カンパニー | 1917   | 静態保存   | 1987年から2012年の間営業運行                                                                  |
| 3377     |      | カナディアン・ナショナル鉄道                                   | 2-8-2                     | カナディアン・ロコモティブ・カンパニー | 1919   | 静態保存   | 3254号車の部品取りとして導入されるも、現在は共に静態保存されている                            |
| 3713     |      | ボストン・アンド・メイン鉄道                                   | 4-6-2                     | ライマ・ロコモティブ・ワークス         | 1934   | レストア中 | 通称「コンスティテューション号」                                                              |
| 4012     |      | ユニオン・パシフィック鉄道                                     | 4000形蒸気機関車          | アメリカン・ロコモティブ               | 1941   | 静態保存   | 収蔵車両の中で最大                                                                            |
| 6039     |      | グランド・トランク・ウエスタン鉄道                             | 4-8-2                     | ボールドウィン・ロコモティブ・ワークス | 1925   | 静態保存   | 収蔵車両の中で唯一のマウンテン式車軸配置車両                                                  |
| 6816     |      | パブリック・サービス・エレクトリック・アンド・ガス・カンパニー | 0-6-0F                    | H.K.ポーター                           | 1923   | 静態保存   | Only fireless locomotive in the collection.                                                   |

### かつての収蔵車両
全て蒸気機関車である。
| 車両番号 | 画像 | 運用会社                             | 製造会社                               | 備考 |
| -------- | ---- | ------------------------------------ | -------------------------------------- | --- |
| 2816     |      | カナダ太平洋鉄道                     | カナディアン・ロコモティブ・カンパニー | カナダ太平洋鉄道が買い戻し、2012年まで観光列車として運用                                                                                             |
| 1293     |      | カナダ太平洋鉄道                     | カナディアン・ロコモティブ・カンパニー | オハイオ・セントラル鉄道での運用の為ジェリー・ジェイコブソンに売却。現在はエイジ・オブ・スティーム・ラウンドハウスにてレストア中。                   |
| 1278     |      | カナダ太平洋鉄道                     | カナディアン・ロコモティブ・カンパニー | ゲティスバーグ鉄道とカナディアン・ナショナル鉄道3254号車とこの車両を交換。現在はエイジ・オブ・スティーム・ラウンドハウスにて静態保存されている       |
| 1246     |      | カナダ太平洋鉄道                     | モントリオール・ロコモティブ・ワークス | スクラントンで実際に運用されていたG5形機関車。1988年にコネチカット州のバレー鉄道にオークションで落札された。現在はニューイングランド鉄道博物館       |
| 1098     |      | カナダ太平洋鉄道                     | カナディアン・ロコモティブ・カンパニー | 1987年にレイル・ツアーズ・インクに売却。現在はリーディング・ブルー・マウンテン・アンド・ノーザン鉄道 にて静態保存されている。                        |
| 1218     |      | ノーフォーク・アンド・ウェスタン鉄道 | ロアノーク工場                         | ノーフォーク・サザン鉄道のNKP514とウォーバッシュ132と交換。現在はバージニア州ロアノークのバージニア交通博物館にて静態保存されている。                |
| 1395     |      | カナディアン・ナショナル鉄道         | モントリオール・ロコモティブ・ワークス | 1988年にミシガン州のクーパーズビル・アンド・マーン鉄道にオークションで売却。現在は静態保存されている。                                               |
| 1551     |      | カナディアン・ナショナル鉄道         | モントリオール・ロコモティブ・ワークス | ジェリー・ジェイコブソンにボールドウィン・ロコモティブう２６号車と交換される。現在はエイジ・オブ・スティーム・ラウンドハウスにて静態保存されている、 |
| 5288     |      | カナディアン・ナショナル鉄道         | モントリオール・ロコモティブ・ワークス | 2001年にチャタヌーガにあるテネシー・バレー鉄道博物館に売却                                                                                           |
| 1361     |      | ペンシルバニア鉄道                   | アルトゥーナ工場                       | 復元の為1996年にスティームタウンに移動され復元されるも復元が完了する事なく2013年にアルトゥーナに移動。                                               |

上記車両以外にもNYS&W142号車やBM&R425号車（現：リーディング・ブルー・マウンテン・アンド・ノーザン425号車）、ロービル・アンド・ビーバー・リバー・シェイ8号車、RDG T-1 2102号車、ミルウォーキー・ロード261号車、PRR1361号車、ニッケル・プレート鉄道765号蒸気機関車が展示された事がある。マウント・ワシントン・コグ鉄道のペッパーサス1号車が2016年と2019年に展示されている。